# Nikolaj Vavilov
Nikolaj Ivanovitj Vavilov (Николай Иванович Вавилов, (født 13. november 1887 (omregnet til den gregorianske kalender), død 26. januar 1943) var en fremtrædende, russisk botaniker og genetiker, som er mest kendt for at have udpeget de historiske centre for kulturplanternes forædling. Han viede sit liv til undersøgelser og forbedringer af hvede, majs og andre kornafgrøder, som ernærer jordens befolkning.

## Levnedsløb
Han kom til verden i en købmandsfamilie i Moskva, og hans storebroder, Sergei, blev en berømt læge. Efter sin afgangseksamen fra Moskvas Jordbrugsinstitut arbejdede han på Kontoret for Anvendt Botanik og på Kontoret for mykologi og plantesygdomslære i årene 1911-1912. I 1913 og 1914 rejste han i Europa, hvor han studerede planters immunitet i samarbejde med den britiske biolog, William Bateson, der senere grundlagde den videnskabelige genetik.
Under arbejdet med sin teori om centre for dyrkede planters oprindelse ledede Vavilov en række botanisk-jordbrugsmæssige ekspeditioner, indsamlede frø fra alle egne af kloden og skabte verdens største samling af plantefrø i Sankt Petersborg (Leningrad). (en frøbank, som man omhyggeligt vedligeholdt selv under de 28 måneders belejring af byen). Desuden formulerede han "loven om de homologe serier i variationen”.
Han blev medlem af Centralkomitéen for Sovjetunionens kommunistiske parti og præsident for unionens geografiske selskab. Yderligere fik han tildelt Leninprisen.
I 1940 blev han fængslet som fortaler for ”den borgerlige pseudovidenskab” under opgøret med Lysenkos statsanerkendte afvisning af genetikken. Han døde af lammelser, fremkaldt af underernæring, i et fængsel i 1943. Hovedparten af hans genetiske samling blev fjernet af en nazistisk indsamlingskommando, som var dannet i 1943, og materialet blev overført til Instituttet for Plantegenetik, som SS havde oprettet på Lannach slottet nær Graz i Østrig. Kommandoen var dog kun i stand til at indsamle det materiale, som blev opbevaret inden for de områder, der var besat af den tyske hær, dvs. Ukraine og Krim. Den centrale genbank i Sankt Petersborg blev derfor ikke berørt.

## Eftermæle
Endnu i dag opretholder Vavilov Instituttet for Planteindustri i Sankt Petersborg en af verdens største samlinger af plantegenetisk materiale (Se instituttets hjemmeside). Instituttet opstod som Kontoret for Anvendt Botanik i 1894, men blev omorganiseret i 1924 som Sovjetunionens Forskningsinstitut for Anvendt Botanik og Nye Afgrøder. I 1930 ændrede man navnet til Forskningsinstituttet for Planteindustri. Nikolaj I. Vavilov var chef for instituttet fra 1921 til 1940. I 1968 blev det atter omdøbt på 75-års dagen for dets grundlæggelse.
Gennem det meste af sin karriere blev Vavilov assisteret af sin vicechef, Georgij Balabajev.
Det sovjetiske videnskabernes akademi oprettede Vavilovprisen i 1965 og Vavilovmedaljen i 1968.

## Tidslinje
- 1887 – Vavilov blev født den 13. november.
- 1911 – afgangseksamen fre Moskvas Jordbrugsinstitut.
- 1917-1921 – professor ved jordbrugsdepartementet på Saratov universitetet.
- 1919 – formulering af teorien om planters immunitet.
- 1920 – formulering af loven om de homologe serier i genetiske mutationer.
- Midten af 1920'erne – Vavilov bliver ven med den unge bonde, Trofim Lysenko, og begynder at tage ham med til videnskabelige møder.
- 1921 – formand for afdelingen for anvendt botanik og planteudvælgelse (fra 1924: Sovjetunionens Institut for Anvendt Botanik og Nye Afgrøder; 1930: Sovjetunionens Institut for Plantedyrkning). Her var Vavilov direktør indtil august 1940.
- 1926 – tildelt Leninprisen.
- 1930—1940 – chef for genetiklaboratoriet i Moskva (senere underlagt Det Sovjetiske Videnskabernes Akademi).
- 1931—1940 – præsident for Sovjetunionens geografiske selskab.
- Sent i 1930'erne – Lysenko, der havde udviklet et had til genetik, bliver chef for alt vedrørende sovjetisk jordbrug.
- 1940 – Vavilov bliver arresteret under anklage for at have ødelagt sovjetisk jordbrug. Under sin fængsling giver han mere end hundrede forelæsninger om videnskab.
- 1943 – Vavilov dør af underernæring (manglende ernæring af musklerne fører til lammelse) i Saratov-fængslet.

## Værker
- Земледельческий Афганистан. (1929) (Landbrugets Afghanistan)
- Селекция как наука. (1934) (Udvælgelse som videnskab)
- Закон гомологических рядов в наследственной изменчивости. (1935) (Loven om homologe serier i genetiske mutabilitet)
- Учение о происхождении культурных растений после Дарвина. (1940) (Teorien om de dyrkede planters oprindelse efter Darwin)

### Værker, der er oversat
- Nikolaj Vavilov: The Origin, Variation, Immunity and Breeding of Cultivated Plants (oversat af K. Starr Chester), 1951 i: Chronica Botanica 13:1–366
- Nikolaj Vavilov: Origin and Geography of Cultivated Plants (oversat af Doris Love), 1992 ISBN 0-521-40427-4
- Nikolaj Vavilov: Five Continents (oversat af Doris Love), 1997 ISBN 92-9043-302-7

### Værker om Vavilov
- Igor G. Luskotov: Vavilov and His Institute – A History of World Collection of Plant Genetic Resources in Russia, 1999 ISBN 978-92-9043-412-2

## Eksterne links
- Vavilov, oprindelige centre, afgrøders spredning Arkiveret 7. juli 2008 hos  Wayback Machine
- Vavilov Centret for Planteindustri
- Det teoretiske grundlag for vore undersøgelser